# Josef Moosholzer
Josef Moosholzer, auch Sepp Moosholzer oder Alois Moser (* 20. November 1932; † 18. Februar 2004 in München) war ein deutscher Schauspieler.

## Leben und Wirken
Moosholzer war ein ausgebildeter Schauspieler, der an verschiedenen Münchner Theatern, auch an den Münchner Kammerspielen mitwirkte. Im Film erhielt er lange Zeit nur Statistenrollen und beteiligte sich seinerseits an der Organisierung von Statisten.
Mit dem Aufkommen der Report-Filme und Lederhosenfilme zu Beginn der 1970er Jahre wurde der „Joe“, wie seine Freunde ihn nannten, zu einem der wichtigsten Darsteller dieser Filmgenres. Der kleine Mann erwies sich als perfekte Verkörperung eines Möchtegern-Casanovas, eines Spießbürgers, der unentwegt hinter attraktiven Frauen her ist, dabei jedoch ständig auf der Hut vor seiner eigenen „besseren Hälfte“ sein muss. Moosholzer wurde durch derartige Rollen der meistbeschäftigte deutsche Filmschauspieler in der ersten Hälfte der 1970er Jahre.
Mit dem Abflauen der Sexwelle fiel er wieder in die Anonymität zurück. Er hatte noch einige Auftritte in Film- und Fernsehproduktionen, an denen er sich gelegentlich auch wieder organisatorisch beteiligte. So führte er mehrere Jahre lang eine Komparsenagentur.
Seine Ehefrau Ingeborg Moosholzer war auch als Schauspielerin tätig, z. B. in Meister Eder und sein Pumuckl  als „Schnucki“ oder in verschiedenen Sex-Filmchen.

## Filmografie
- 1955: Ludwig II. – Glanz und Elend eines Königs
- 1968: Zieh dich aus, Puppe
- 1970: Gestatten, Vöglein im Dienst
- 1970: Der Bettenstudent oder: Was mach’ ich mit den Mädchen?
- 1970: Wir hau’n die Pauker in die Pfanne
- 1971: Morgen fällt die Schule aus
- 1971: Beichte einer Liebestollen
- 1971: Obszönitäten
- 1971: Schüler-Report
- 1971: Pornografie illegal?
- 1971: Das bumsfidele Häuschen
- 1971: Wie ich ein Neger wurde
- 1971: Erotik im Beruf – Was jeder Personalchef gern verschweigt
- 1971: Hausfrauen-Report 1: Unglaublich, aber wahr
- 1971: Ehemänner-Report
- 1971: Der neue Schulmädchen-Report. 2. Teil: Was Eltern den Schlaf raubt
- 1971: Paragraph 218 – Wir haben abgetrieben, Herr Staatsanwalt
- 1971: Urlaubsreport – Worüber Reiseleiter nicht sprechen dürfen
- 1971: Hausfrauen-Report 2
- 1972: Lehrmädchen-Report
- 1972: Massagesalon der jungen Mädchen
- 1972: Gefährlicher Sex frühreifer Mädchen
- 1972: Die Klosterschülerinnen
- 1972: Schulmädchen-Report. 3. Teil: Was Eltern nicht mal ahnen
- 1972: Liebesspiele junger Mädchen
- 1972: Hausfrauen-Report 3
- 1972: Die dressierte Frau
- 1972: Hochzeitsnacht-Report
- 1972: Mädchen, die nach München kommen
- 1972: Die liebestollen Apothekerstöchter
- 1972: Blutjunge Masseusen
- 1972: Schulmädchen-Report. 4. Teil: Was Eltern oft verzweifeln läßt
- 1972: Die Mädchenhändler
- 1972: Lilli – die Braut der Kompanie
- 1972: Die jungen Ausreißerinnen – Sex-Abenteuer deutscher Mädchen in aller Welt
- 1972: Gefährlicher Sex frühreifer Mädchen 2: Höllisch heiße Mädchen
- 1973: Liebesschule blutjunger Mädchen
- 1973: Schlüsselloch-Report
- 1973: Oktoberfest! Da kann man fest...
- 1973: Das darf doch nicht wahr sein!
- 1973: Der Ostfriesen-Report
- 1973: Geilermanns Töchter – Wenn Mädchen mündig werden
- 1973: Hausfrauen-Report international
- 1973: Mädchen auf Stellungssuche – Der Hostessen-Sex-Report
- 1973: Sex-Träume-Report
- 1973: Hausfrauen-Report 4
- 1973: Liebesmarkt
- 1973: Liebesjagd durch 7 Betten
- 1973: Schulmädchen-Report. 6. Teil: Was Eltern gern vertuschen möchten
- 1973: Urlaubsgrüße aus dem Unterhöschen
- 1973: Muschimaus mag’s grad heraus
- 1974: Die Rache der Ostfriesen
- 1974: Wo der Wildbach durch das Höschen rauscht – Witwen-Report
- 1974: Hey Marie, ich brauch mehr Schlaf, auf ins blaukarierte Himmelbett
- 1974: Wetterleuchten über dem Zillertal
- 1974: Wenn die prallen Möpse hüpfen
- 1974: Autostop-Lustreport
- 1974: Charlys Nichten
- 1974: Bibi – Lustreport einer Frühreifen
- 1974: Beim Jodeln juckt die Lederhose
- 1974: Jodeln is ka Sünd
- 1974: Unterm Dirndl wird gejodelt
- 1975: Mei Hos’ ist in Heidelberg geblieben
- 1976: Im Gasthaus zum scharfen Hirschen
- 1976: Inspektion Lauenstadt – Zwei Hinterbliebene
- 1976: Inspektion Lauenstadt – Der Kompagnon
- 1978: Hausfrauen-Report 6: Warum gehen Frauen fremd?
- 1978: Zwei Kumpel in Tirol
- 1978: Hurra, die Schwedinnen sind da
- 1978: Polizeiinspektion 1 – Die Zeitungsrosl
- 1979: Der Millionenbauer (TV-Serie)
- 1979: Disco-Fieber
- 1979: Zum Gasthof der spritzigen Mädchen
- 1980: Der Freund (TV-Serie Der Alte)
- 1980: Schulmädchen-Report 13. Teil: Vergiß beim Sex die Liebe nicht
- 1980: Der Kurpfuscher und seine fixen Töchter
- 1981: Lili Marleen (Aufnahmeleitung)
- 1981: Ach du lieber Harry
- 1982–1986: Der Alte (Fernsehserie, 6 Folgen)
- 1997: Muttertag (TV)
- 1999: Tatort – Starkbier (Fernsehreihe)
- 2000: Tatort – Viktualienmarkt